# Llista de Creus de Sant Jordi/2012/Entitats

#### Entitats
Informació actualitzada per un bot. Els canvis manuals es perdran quan s'actualitzi!
| Entitat                                                | Wikidata  | Descripció                                                                                | Imatge |
| ------------------------------------------------------ | --------- | ----------------------------------------------------------------------------------------- | ------ |
| Conservatori Superior de Música del Liceu              | Q2386124  | escola de música a Catalunya                                                              |        |
| Banc dels Aliments de Barcelona                        | Q5717800  |                                                                                           |        |
| Fundació Blanquerna                                    | Q5871111  |                                                                                           |        |
| Societat Catalana de Biologia                          | Q9078429  | societat científica catalana                                                              |        |
| Amics de la Gent Gran                                  | Q11905322 | organització sense ànim de lucre                                                          |        |
| Fundació Festa Major de Gràcia                         | Q11923264 | ens del barri de Gràcia                                                                   |        |
| Fundació Marianao                                      | Q11923274 |                                                                                           |        |
| Escola d'Administració Pública de Catalunya            | Q14529898 | escola d'administració de Catalunya                                                       |        |
| La Passió d'Esparreguera                               | Q20001242 |                                                                                           |        |
| Associació per a les Nacions Unides a Espanya          | Q20100304 | organització reconeguda per les Nacions Unides com a nexe amb la societat civil espanyola |        |
| Gremi de Constructors d'Obres de Barcelona i Comarques | Q20100683 |                                                                                           |        |
| La Lira Vendrellenca                                   | Q20100867 |                                                                                           |        |
| Societat Coral El Penedès                              | Q20101844 | cor de Vilafranca del Penedès                                                             |        |
| Societat Coral Erato                                   | Q20101845 |                                                                                           |        |
| Trinijove                                              | Q20102087 |                                                                                           |        |